# Liga Cordobesa de Futebol
A Liga Cordobesa de Futebol (LCF) é uma entidade esportiva argentina com sede em Córdoba, cidade e capital da província de mesmo nome, fundada em 29 de julho de 1913. A liga é responsável por organizar, regular e fomentar o futebol em Córdoba, em sua essência amadora. É filiada oficialmente tanto à Associação do Futebol Argentino (AFA) quanto ao Conselho Federal do Futebol Argentino (CFFA).

## História
A história do futebol em Córdoba começa com funcionários ingleses das ferrovias, que trouxeram para a cidade — e, na verdade, para todo o país — a paixão pelo esporte. Historiadores concordam que o primeiro jogo registrado na cidade ocorreu por volta de 1870, tendo o Córdoba Athletic como pioneiro entre os clubes. Ao longo dos anos, novos clubes surgiram a partir de diferentes origens: alguns formados por trabalhadores ferroviários; outros ligados à Universidade Nacional, como o Colegio Nacional, a Escola de Agronomia e Medicina, que posteriormente se uniram na equipe Club Atlético Universitario; e muitos outros nascidos do entusiasmo de vizinhos e grupos de amigos, com destaque para o Belgrano, talvez o exemplo mais emblemático desse último grupo.
No final de 1905, um conjunto de instituições decidiu fundar a Liga Cordobesa de Foot-Ball. Entre os primeiros integrantes da Liga estavam Escuela de Agronomía, Atlético Central, Gimnasia y Esgrima, Córdoba Athletic e Facultad de Medicina. Em 29 de julho de 1913, representantes de Belgrano, Agronomía e Atlético Argentino — aos quais posteriormente se juntariam representantes de Argentino Peñarol, San Martín, Córdoba Central, General Paz, Sud Americano, Olímpico Infantil, Colegio Nacional, Córdoba Athletic e San Isidro — formalizaram a criação da Federação Cordobesa de Futebol (Federación Cordobesa de Fútbol). Cinco anos depois, a entidade adotaria oficialmente o nome de Liga Cordobesa de Futebol (Liga Cordobesa de Fútbol).

## Campeões
| #    | Ano  | Campeão                 | Vice-campeão | Notas | Fonte       |
| ---- | ---- | ----------------------- | ------------ | ----- | ----------- |
| 1º   | 1913 | Belgrano                | -            | -     | [ 5 ] [ 6 ] |
| 2º   | 1914 | Belgrano                | -            | -     | [ 5 ] [ 6 ] |
| 3º   | 1915 | Talleres                | -            | -     | [ 5 ] [ 6 ] |
| 4º   | 1916 | Talleres                | -            | -     | [ 5 ] [ 6 ] |
| 5º   | 1917 | Belgrano                | -            | -     | [ 5 ] [ 6 ] |
| 6º   | 1918 | Talleres                | -            | -     | [ 5 ] [ 6 ] |
| 7º   | 1919 | Belgrano                | -            | -     | [ 5 ] [ 6 ] |
| 8º   | 1920 | Belgrano                | -            | -     | [ 5 ] [ 6 ] |
| 9º   | 1921 | Talleres                | -            | -     | [ 5 ] [ 6 ] |
| 10º  | 1922 | Talleres                | -            | -     | [ 5 ] [ 6 ] |
| 11º  | 1923 | Talleres                | -            | -     | [ 5 ] [ 6 ] |
| 12º  | 1924 | Talleres                | -            | -     | [ 5 ] [ 6 ] |
| 13º  | 1925 | Instituto               | -            | -     | [ 5 ] [ 6 ] |
| 14º  | 1926 | Instituto               | -            | -     | [ 5 ] [ 6 ] |
| 15º  | 1927 | Instituto               | -            | -     | [ 5 ] [ 6 ] |
| 16º  | 1928 | Instituto               | -            | -     | [ 5 ] [ 6 ] |
| 17º  | 1929 | Belgrano                | -            | -     | [ 5 ] [ 6 ] |
| 18º  | 1930 | Belgrano                | -            | -     | [ 5 ] [ 6 ] |
| 19º  | 1931 | Belgrano                | -            | -     | [ 5 ] [ 6 ] |
| 20º  | 1932 | Belgrano                | -            | -     | [ 5 ] [ 6 ] |
| 21º  | 1933 | Belgrano                | -            | -     | [ 5 ] [ 6 ] |
| 22º  | 1934 | Talleres                | -            | -     | [ 5 ] [ 6 ] |
| 23º  | 1935 | Belgrano                | -            | -     | [ 5 ] [ 6 ] |
| 24º  | 1936 | Belgrano                | -            | -     | [ 5 ] [ 6 ] |
| 25º  | 1937 | Belgrano                | -            | -     | [ 5 ] [ 6 ] |
| 26º  | 1938 | Talleres                | -            | -     | [ 5 ] [ 6 ] |
| 27º  | 1939 | Talleres                | -            | -     | [ 5 ] [ 6 ] |
| 28º  | 1940 | Belgrano                | -            | -     | [ 5 ] [ 6 ] |
| 29º  | 1941 | Talleres                | -            | -     | [ 5 ] [ 6 ] |
| 30º  | 1942 | Universitario           | -            | -     | [ 5 ] [ 6 ] |
| 31º  | 1943 | Juniors                 | -            | -     | [ 5 ] [ 6 ] |
| 32º  | 1944 | Talleres                | -            | -     | [ 5 ] [ 6 ] |
| 33º  | 1945 | Talleres                | -            | -     | [ 5 ] [ 6 ] |
| 34º  | 1946 | Belgrano                | -            | -     | [ 5 ] [ 6 ] |
| 35º  | 1947 | Belgrano                | -            | -     | [ 5 ] [ 6 ] |
| 36º  | 1948 | Talleres                | -            | -     | [ 5 ] [ 6 ] |
| 37º  | 1949 | Talleres                | -            | -     | [ 5 ] [ 6 ] |
| 38º  | 1950 | Belgrano                | -            | -     | [ 5 ] [ 6 ] |
| 39º  | 1951 | Talleres                | -            | -     | [ 5 ] [ 6 ] |
| 40º  | 1952 | Belgrano                | -            | -     | [ 5 ] [ 6 ] |
| 41º  | 1953 | Talleres                | -            | -     | [ 5 ] [ 6 ] |
| 42º  | 1954 | Belgrano                | -            | -     | [ 5 ] [ 6 ] |
| 43º  | 1955 | Belgrano                | -            | -     | [ 5 ] [ 6 ] |
| 44º  | 1956 | Sportivo Belgrano       | -            | -     | [ 5 ] [ 6 ] |
| 45º  | 1957 | Belgrano                | -            | -     | [ 5 ] [ 6 ] |
| 46º  | 1958 | Talleres                | -            | -     | [ 5 ] [ 6 ] |
| 47º  | 1959 | Sportivo Belgrano       | -            | -     | [ 5 ] [ 6 ] |
| 48º  | 1960 | Talleres                | -            | -     | [ 5 ] [ 6 ] |
| 49º  | 1961 | Instituto               | -            | -     | [ 5 ] [ 6 ] |
| 50º  | 1962 | Racing                  | -            | -     | [ 5 ] [ 6 ] |
| 51º  | 1963 | Talleres                | -            | -     | [ 5 ] [ 6 ] |
| 52º  | 1964 | Juniors                 | -            | -     | [ 5 ] [ 6 ] |
| 53º  | 1965 | Racing                  | -            | -     | [ 5 ] [ 6 ] |
| 54º  | 1966 | Instituto               | -            | -     | [ 5 ] [ 6 ] |
| 55º  | 1967 | Racing                  | -            | -     | [ 5 ] [ 6 ] |
| 56º  | 1968 | Sportivo Belgrano       | -            | -     | [ 5 ] [ 6 ] |
| 57º  | 1969 | Talleres                | -            | -     | [ 5 ] [ 6 ] |
| 58º  | 1970 | Belgrano                | -            | -     | [ 5 ] [ 6 ] |
| 59º  | 1971 | Belgrano                | -            | -     | [ 5 ] [ 6 ] |
| 60º  | 1972 | Instituto               | -            | -     | [ 5 ] [ 6 ] |
| 61º  | 1973 | Belgrano                | -            | -     | [ 5 ] [ 6 ] |
| 62º  | 1974 | Talleres                | -            | -     | [ 5 ] [ 6 ] |
| 63º  | 1975 | Talleres                | -            | -     | [ 5 ] [ 6 ] |
| 64º  | 1976 | Talleres                | -            | -     | [ 5 ] [ 6 ] |
| 65º  | 1977 | Talleres                | -            | -     | [ 5 ] [ 6 ] |
| 66º  | 1978 | Talleres                | -            | -     | [ 5 ] [ 6 ] |
| 67º  | 1979 | Talleres                | -            | -     | [ 5 ] [ 6 ] |
| 68º  | 1980 | Racing                  | -            | -     | [ 5 ] [ 6 ] |
| 69º  | 1981 | Racing                  | -            | -     | [ 5 ] [ 6 ] |
| 70º  | 1982 | Unión San Vicente       | -            | -     | [ 5 ] [ 6 ] |
| 71º  | 1983 | Unión San Vicente       | -            | -     | [ 5 ] [ 6 ] |
| 72º  | 1984 | Belgrano                | -            | -     | [ 5 ] [ 6 ] |
| 73º  | 1985 | Belgrano                | -            | -     | [ 5 ] [ 6 ] |
| ―    | 1986 |                         |              |       |             |
| ―    | 1987 |                         |              |       |             |
| 74º  | 1988 | Sportivo Belgrano       | -            | -     | [ 5 ] [ 6 ] |
| 75º  | 1989 | Juniors                 | -            | -     | [ 5 ] [ 6 ] |
| 76º  | 1990 | Instituto               | -            | -     | [ 5 ] [ 6 ] |
| 77º  | 1991 | Juniors                 | -            | -     | [ 5 ] [ 6 ] |
| 78º  | 1992 | Deportivo Colón         | -            | -     | [ 5 ] [ 6 ] |
| 79º  | 1993 | Huracán                 | -            | -     | [ 5 ] [ 6 ] |
| 80º  | 1994 | Racing                  | -            | -     | [ 5 ] [ 6 ] |
| 81º  | 1995 | Juniors                 | -            | -     | [ 5 ] [ 6 ] |
| 82º  | 1996 | Alumni                  | -            | -     | [ 5 ] [ 6 ] |
| 83º  | 1997 | Juniors                 | -            | -     | [ 5 ] [ 6 ] |
| 84º  | 1998 | Sportivo Belgrano       | -            | -     | [ 5 ] [ 6 ] |
| 85º  | 1999 | Alumni                  | -            | -     | [ 5 ] [ 6 ] |
| 86º  | 2000 | Las Palmas              | -            | -     | [ 5 ] [ 6 ] |
| 87º  | 2001 | Unión San Vicente       | -            | -     | [ 5 ] [ 6 ] |
| 88º  | 2002 | Avellaneda              | -            | -     | [ 5 ] [ 6 ] |
| 89º  | 2003 | Juniors                 | -            | -     | [ 5 ] [ 6 ] |
| 90º  | 2004 | Racing                  | -            | -     | [ 5 ] [ 6 ] |
| 91º  | 2005 | Escuela Presidente Roca | -            | -     | [ 5 ] [ 6 ] |
| 92º  | 2006 | Las Palmas              | -            | -     | [ 5 ] [ 6 ] |
| 93º  | 2007 | Escuela Presidente Roca | -            | -     | [ 5 ] [ 6 ] |
| 94º  | 2008 | Las Palmas              | -            | -     | [ 5 ] [ 6 ] |
| 95º  | 2009 | Las Palmas              | -            | -     | [ 5 ] [ 6 ] |
| 96º  | 2010 | San Lorenzo             | -            | -     | [ 5 ] [ 6 ] |
| 97º  | 2011 | Unión San Vicente       | -            | -     | [ 5 ] [ 6 ] |
| 98º  | 2012 | Argentino Peñarol       | -            | -     | [ 5 ] [ 6 ] |
| 99º  | 2013 | Belgrano                | -            | -     | [ 5 ] [ 6 ] |
| 100º | 2014 | Argentino Peñarol       | -            | -     | [ 5 ] [ 6 ] |
| 101º | 2015 | Almirante Brown         | -            | -     | [ 5 ] [ 6 ] |
| 102º | 2016 | Las Palmas              | -            | -     | [ 5 ] [ 6 ] |
| 103º | 2017 | Instituto               | -            | -     |             |
| 104º | 2018 | Argentino Peñarol       | -            | -     |             |
| 105º | 2019 | Racing                  | -            | -     |             |
| ―    | 2020 |                         |              |       |             |
| 106º | 2021 | Juniors                 | -            | -     |             |
| 107º | 2022 | Juniors                 | -            | -     |             |
| 108º | 2023 | Camioneros Córdoba      | -            | -     |             |
| 109º | 2024 | Juniors                 | -            | -     |             |